# Diphyus sequax
Diphyus sequax är en stekelart som först beskrevs av Cresson 1877.  Diphyus sequax ingår i släktet Diphyus och familjen brokparasitsteklar. Inga underarter finns listade i Catalogue of Life.